# Điều lệ Đảng Cộng sản Trung Quốc

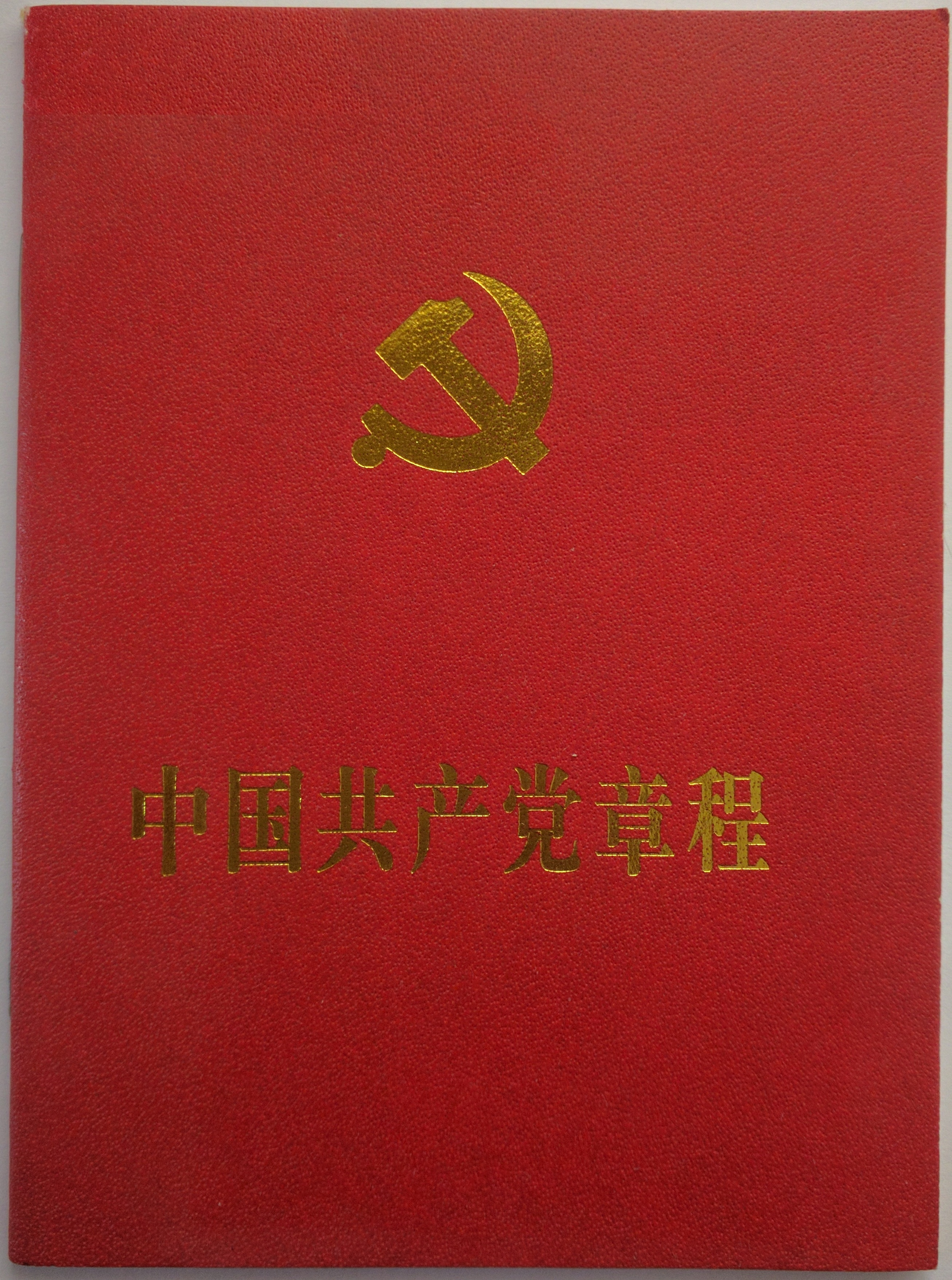
Điều lệ Đảng Cộng sản Trung Quốc.

Điều lệ Đảng Cộng sản Trung Quốc (giản thể: 中国共产党章程; phồn thể: 中國共産黨章程; bính âm: Zhōngguó Gòngchǎndǎng zhāngchéng) hay còn được gọi Chương trình Đảng Cộng sản gồm 53 điều chia làm 11 chương quy định về thành viên,hệ thống tổ chức,tổ chức Trung ương,tổ chức địa phương...
Điều lệ Đảng được thông qua tại Đại hội Đại biểu Toàn quốc Đảng Cộng sản Trung Quốc khóa 12, tháng 9 năm 1982. Để phù hợp hơn với tình hình và nhiệm vụ, Điều lệ Đảng đã được sửa đổi vào Đại hội Đại biểu Toàn quốc khóa 13 tháng 11 năm 1987, Đại hội Đại biểu Toàn quốc khóa 14 tháng 10 năm 1992, và Đại hội Đại biểu Toàn quốc khóa 16 tháng 11 năm 2002.

## Các chương
Điều lệ Đảng Cộng sản Trung Quốc bao gồm các chương sau:
- Cương lĩnh chung
- Chương thứ 1 Đảng viên
- Chương thứ 2 Quy định tổ chức của Đảng
- Chương thứ 3 Tổ chức Trung ương của Đảng
- Chương thứ 4 Tổ chức địa phương của Đảng
- Chương thứ 5 Cấp bậc Tổ chức của Đảng
- Chương thứ 6 Cán bộ của Đảng
- Chương thứ 7 Kỷ luật của Đảng
- Chương thứ 8 Cơ quan Kiểm tra Kỷ luật của Đảng
- Chương thứ 9 Ban Đảng
- Chương thứ 10 Quan hệ Đoàn Thanh niên Cộng sản và Đảng
- Chương thứ 11 Đảng huy Đảng kỳ

## Những lần sửa đổi
Điều lệ Đảng Cộng sản Trung Quốc ra đời năm 1921,qua 18 lần sửa đổi qua 18 kỳ Đại hội Đảng.Đảng Cộng sản phát triển Tân Dân chủ qua 7 kỳ sửa đổi.6 kỳ sửa đổi ban đầu Đảng Cộng sản Trung Quốc phụ thuộc Quốc tế Cộng sản,đến lần sửa thứ 7 năm 1945 thì hoàn toàn độc lập do Quốc tế Cộng sản giải thể năm 1943,đánh dấu việc Đảng Cộng sản Trung Quốc xây dựng chính trị độc lập và phát triển.
- Đại hội Đại biểu Toàn quốc lần thứ 2 Đảng Cộng sản Trung Quốc:Chính thức thông qua Điều lệ Đảng,gồm 6 chương 29 điều.Lập ra phong trào "phản đối chủ nghĩa đế quốc" và "phản đối chủ nghĩa phong kiến" để "dân chủ cách mạng" của "tối thiểu cương lĩnh" và thủ tục gia nhập Đảng và quy định Đảng.
- Đại hội Đại biểu Toàn quốc lần thứ 3 Đảng Cộng sản Trung Quốc:Điều lệ Đảng gồm 6 chương,30 điều,gia tăng quy định Ủy viên dự khuyết.
- Đại hội Đại biểu Toàn quốc lần thứ 4 Đảng Cộng sản Trung Quốc:Quy định chi bộ Đảng,hình thức tổ chức Bí thư.
- Đại hội Đại biểu Toàn quốc lần thứ 5 Đảng Cộng sản Trung Quốc:Quy định Dân chủ tập trung,độ tuổi gia nhập Đảng 18 tuổi,và nội dung mối quan hệ với Đoàn Thanh niên Cộng sản,thiết lập hình thức Tổng Bí thư,Bộ Chính trị.
- Đại hội Đại biểu Toàn quốc lần thứ 6 Đảng Cộng sản Trung Quốc:Nhấn mạnh là chi bộ của Quốc tế Cộng sản,do Quốc tế Cộng sản lãnh đạo.
- Đại hội Đại biểu Toàn quốc lần thứ 7 Đảng Cộng sản Trung Quốc:Tăng phần Tổng cương,đề xuất tư tưởng Mao Trạch Đông.Tổng Bí thư thay đổi thành Chủ tịch Ủy ban Trung ương Đảng để phụ trách Trung ương Đảng.
- Đại hội Đại biểu Toàn quốc lần thứ 8 Đảng Cộng sản Trung Quốc:Phát triển nền kinh tế là mục tiêu của Đảng,bỏ một số tư tưởng Mao Trạch Đông về chức vụ của Mao Trạch Đông.
- Đại hội Đại biểu Toàn quốc lần thứ 9 Đảng Cộng sản Trung Quốc:Đưa Lâm Bưu là người kế vị Mao Trạch Đông vào Điều lệ Đảng.Gia tăng "tiếp tục cách mạng dưới vô sản giai cấp chuyên chính " và nội dung cách mạng văn hóa.
- Đại hội Đại biểu Toàn quốc lần thứ 10 Đảng Cộng sản Trung Quốc:Loại bỏ hoàn toàn nội dung về Lâm Bưu,khẳng định nội dung về Cách mạng Văn hóa.Nhấn mạnh rằng "hình thức cách mạng,hiện tại,về sau yêu cầu hoàn toàn tiến hành ở các cấp".
- Đại hội Đại biểu Toàn quốc lần thứ 11 Đảng Cộng sản Trung Quốc:Khôi phục nội dung phát triển kinh tế từ Đại hội 8,thực hiện mục tiêu "4 hiện đại hóa",khôi phục Ủy ban Kiểm tra Kỷ luật các cấp,kế tục khẳng định Văn cách.
- Đại hội Đại biểu Toàn quốc lần thứ 12 Đảng Cộng sản Trung Quốc:Phủ định Văn cách,cấm chỉ sùng bái cá nhân, xóa bỏ chức vụ Chủ tịch và Phó Chủ tịch Trung ương,xác lập chức vụ Tổng Bí thư chủ yếu phụ trách Đảng.
- Đại hội Đại biểu Toàn quốc lần thứ 13 Đảng Cộng sản Trung Quốc:Hệ thống mô tả về Chủ nghĩa Xã hội giai đoạn sơ cấp lý luận,Quy định về "tam bộ tẩu" phát triển chiến lược và các nhiệm vụ cải cách.
- Đại hội Đại biểu Toàn quốc lần thứ 14 Đảng Cộng sản Trung Quốc:Thêm xây dựng "Chủ nghĩa Xã hội đặc sắc Trung Quốc",nội dung "một điểm trung tâm,hai điểm cơ bản".Xóa bỏ Ủy ban cố vấn các cấp.
- Đại hội Đại biểu Toàn quốc lần thứ 15 Đảng Cộng sản Trung Quốc:Lấy "lý luận Đặng Tiểu Bình" và "chủ nghĩa Mác-Lê","tư tưởng Mao Trạch Đông" làm kim chỉ nam.
- Đại hội Đại biểu Toàn quốc lần thứ 16 Đảng Cộng sản Trung Quốc:Thêm nội dung "thuyết ba đại diện" của Giang Trạch Dân,thêm chương Đảng huy Đảng kỳ.
- Đại hội Đại biểu Toàn quốc lần thứ 17 Đảng Cộng sản Trung Quốc:Thêm nội dung "quan điểm phát triển khoa học" của Hồ Cẩm Đào,quy định thực hành nhiệm kỳ Đại hội Đại biểu của Đảng.
- Đại hội Đại biểu Toàn quốc lần thứ 18 Đảng Cộng sản Trung Quốc:Quan điểm phát triển khoa học cùng chủ nghĩa Mác Lê, tư tưởng Mao Trạch Đông, lý luận Đặng Tiểu Bình, thuyết Ba đại diện làm kim chỉ nam hành động. Đưa xây dựng văn minh sinh thái vào Điều lệ Đảng.
- Đại hội 19: Tư tưởng chủ nghĩa xã hội đặc sắc Trung Quốc thời đại mới Tập Cận Bình được đưa vào Điều lệ Đảng, lấy chủ nghĩa Mác - Lênin, tương tưởng Mao Trạch Đông, lý luận Đặng Tiểu Bình, tư tưởng trọng yếu "Ba đại diện", quan điểm phát triển khoa học, tư tưởng chủ nghĩa xã hội đặc Trung Quốc thời đại mới Tập Cận Bình làm kim chỉ nam hành động của Tư tưởng Tập Cận Bình.